# 二郎山翠雀花
二郎山翠雀花（学名：Delphinium erlangshanicum）为毛茛科翠雀属的植物，是中国的特有植物。分布在中国大陆的四川等地，生长于海拔2,300米的地区，常生长在山坡岩石上，目前尚未由人工引种栽培。